# من نمی‌توانم درست فکر کنم
من نمی‌توانم درست فکر کنم (به انگلیسی: I Can't Think Straight) فیلمی محصول سال ۲۰۰۸ و به کارگردانی شمیم صریف است. در این فیلم بازیگرانی همچون لیسا ری، شیتال شث، دالیپ تاهیل، امبر رز روا، داروین شاو ایفای نقش کرده‌اند.